# Bolezen težkih verig
Bolezen težkih verig, bolezen odlaganja težkih verig ali mediteranski limfom je B-celična limfoplazemska proliferativna bolezen, ki se kaže kot paraproteinemija, pri kateri nastanejo večje količine nepopolnih imunoglobulinov, ki imajo samo okrnjene težke verige in ne tvorijo depozitov v tkivih. Najpogostejša je oblika z izločanjem težkih verig IgA, ki se kaže z limfoplazmocitoidnim limfomom tankega črevesa in malabsorpcijo. Simptomi, ki jih povzročajo bolezni težkih verig, so podobni kot pri drugih oblikah limfomov.
Geni za okvarjene beljakovine pri boleznih težkih verig imajo številne delecije, zlasti v predelu, ki zapisuje NH2-terminalni konec beljakovine. Zaradi teh mutacij težka veriga okvarjene beljakovine ni več zmožna tvoriti disulfinih vezi z lahko verigo imunoglobulina.

## Razvrstitev
Obstajajo štiri oblike bolezni težkih verig:
- bolezen verige alfa[5] (Seligmannova bolezen )
- bolezen verige gama[6] [7] (Franklinova bolezen)
- bolezen verige mi[8]
- bolezen verige delta[9]

Pri omenjenih vrstah bolezni težkih verig so prizadete različni komponente težkih verig (α, γ, μ ali δ), bolezen težkih verig, ki bi jo povzročala mutacija za komponento težke verige ε, pa ni opisana.

## Simptomi
Bolezni težkih verig kažejo podobne znake kot drugi limfomi. Simptomi in znaki bolezni težkih verig alfa so kot pri ekstranodalnem limfomu obrobnih celic, ki prizadene limfatično tkivo sluznic, bolezen težkih verig beta se kaže kot limfoplazmacitoidni ne-Hodgkinov limfom in bolezen težkih verig mi kot drobnocelični limfocitni limfom ali kronična limfocitna levkemija.